# منطقه دریاچه‌ای پومرانی

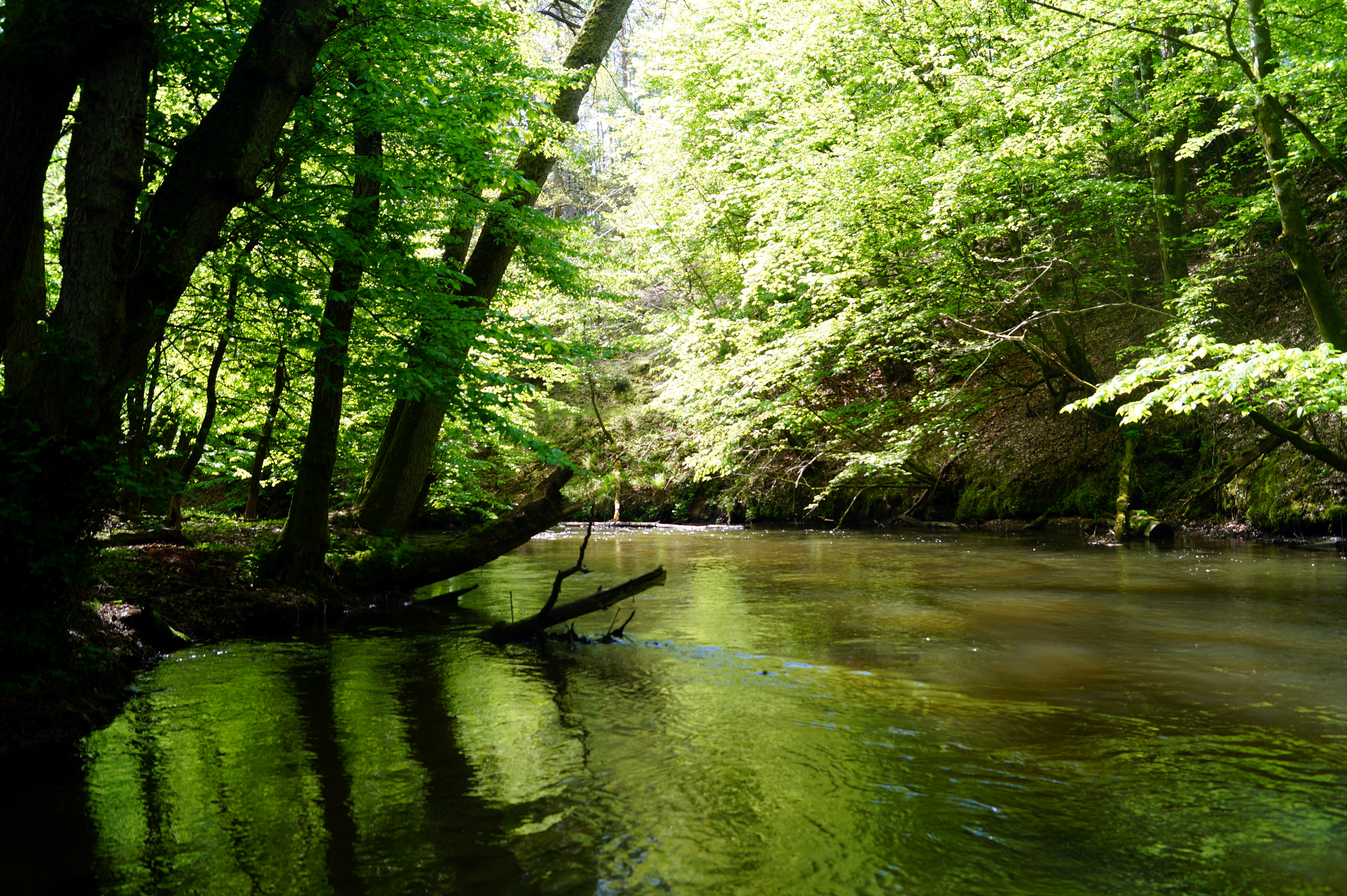
نمایی از دریاچهٔ پومرانی در شمال غربی لهستان - ۲۰۱۵

منطقه دریاچه‌ای پومرانی (لهستانی: Pojezierze Pomorskie) یک ناحیه دریاچه‌ای در فرا پومرانی است که امروزه در شمال غربی لهستان و در شرق استان پومرانی غربی واقع شده‌است.
این ناحیه در منتهی‌الیه کوهپایه بلندی‌های بالتیک قرار گرفته و دریاچه‌های متعددی درون آن قرار دارند. قدمت این ناحیه به عصر یخبندان بازمی‌گردد که قرار گرفتن در بین یخ‌رفتها باعث ایجادش گشت. فلات این ناحیه دریاچه‌ای بسیار شبیه منطقه دریاچه‌ای مازوری، منطقه دریاچه‌ای مکلن‌بورگ و سوییس هولشتاین است.
بزرگترین دریاچه این منطقه درافسکو نام دارد که از مهم‌ترین رود ناحیه به نام دراوا تغذیه می‌شود. سکونتگاه‌های اصلی این منطقه شچچینک و پولچنز دروی می‌باشند. دریاچه‌های پومرانی به دلیل آنکه کمتر شناخته شده هستند نسبت به دریاچه‌های مازوری گردشگران کمتری را به خود جذب می‌کنند.